# Network Information Service
Network Information Service (conegut pel seu acrònim NIS, que en català significa  Sistema d'Informació de Xarxa ), és el nom d'un protocol de serveis de directoris client-servidor desenvolupat per Sun Microsystems per a l'enviament de dades de configuració a sistemes distribuïts com ara noms d'usuaris i hosts entre ordinadors sobre una xarxa.